# Johann Gustav Heckscher
Pour les articles homonymes, voir Heckscher.
Johann Gustav Wilhelm Moritz Heckscher (né le 26 décembre 1797 à Hambourg et mort le 7 avril 1865 à Vienne) est un avocat et homme politique hambourgeois.

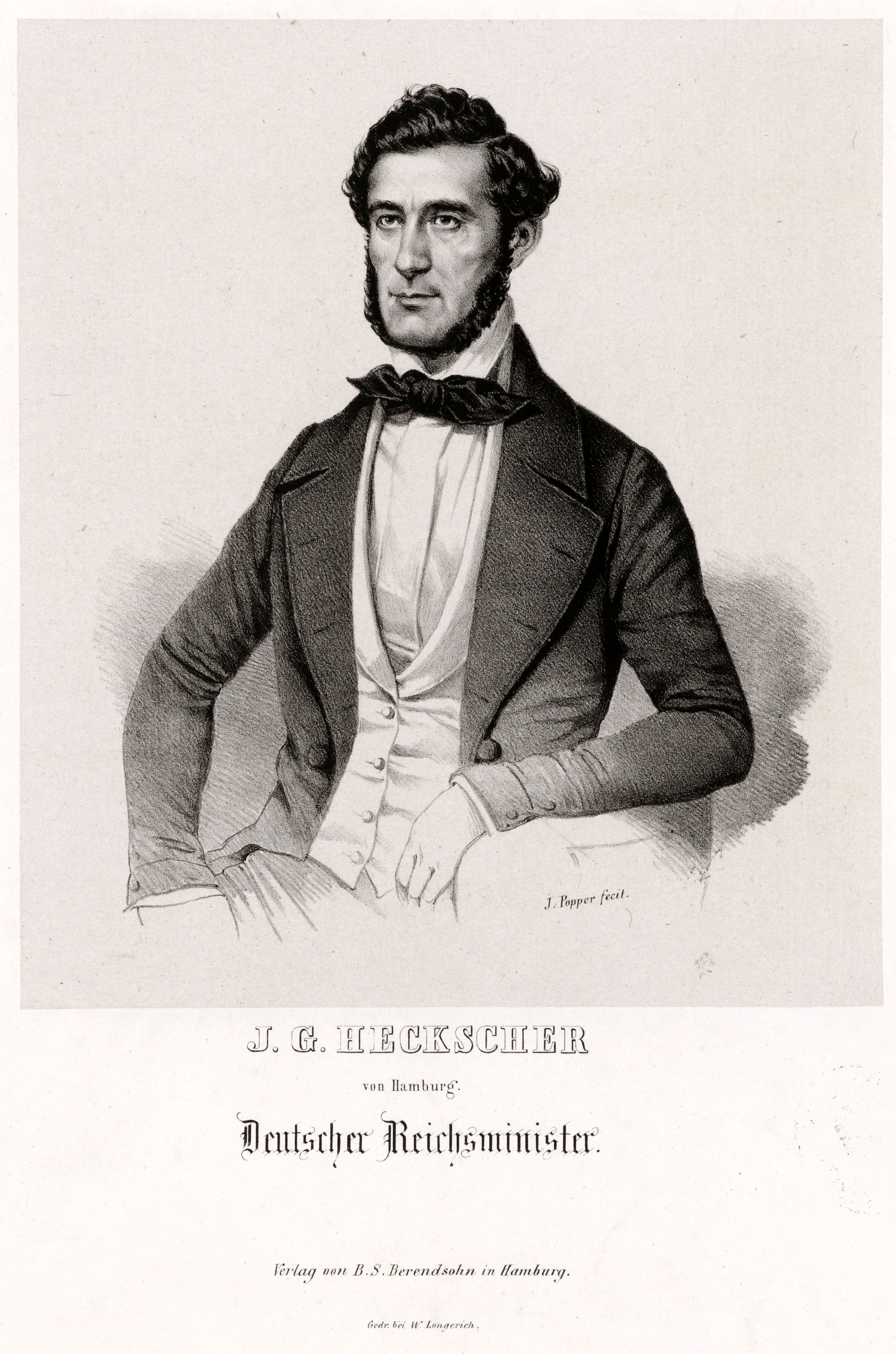
Johann Gustav Heckscher, lithographie d'Isidor Popper (1848)

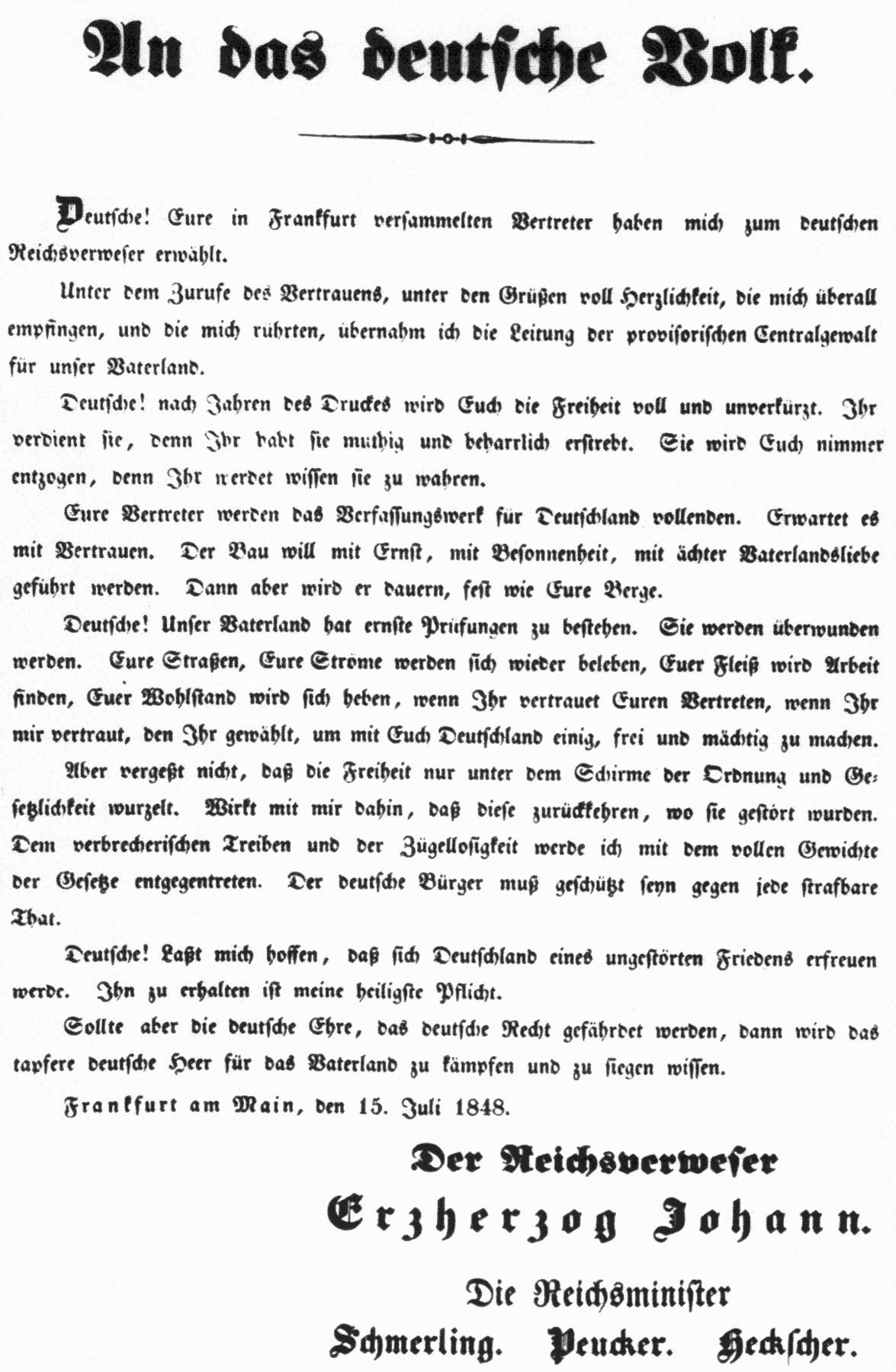
Proclamation de l'administrateur du Reich avec la signature d'Heckscher en tant que ministre de la Justice

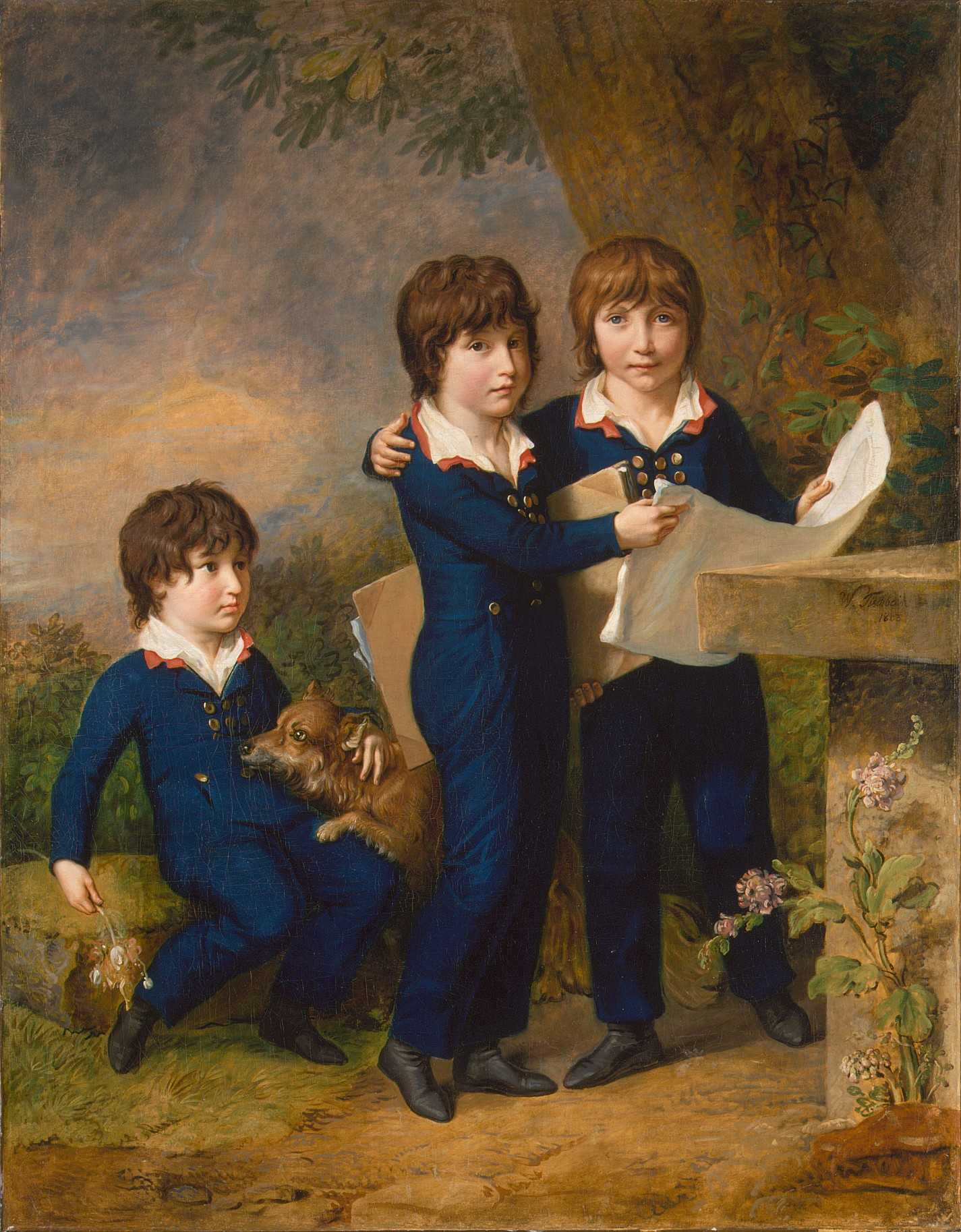
Heckscher dans : Les enfants de Martin Anton Heckscher, par Johann Heinrich Wilhelm Tischbein, 1805

## Biographie
Moritz Heckscher est le fils d'un banquier. En 1808, son père le fait baptiser dans la religion protestante sous le nom de Johann Gustav Wilhelm. Après avoir été scolarisé à la maison d'éducation de Schnepfenthal (de) de 1803 à 1805, il étudie l'école d'érudition Saint-Jean. En tant que volontaire, Heckscher participe aux guerres napoléoniennes en 1815. De 1816 à 1820, il étudie le droit aux universités de Heidelberg et Göttingen et obtient son doctorat à Göttingen en 1820. Pendant ses études, il devient membre de l'Alten Göttinger Burschenschaft (1816), de l'Alte Heidelberger Burschenschaft (de) (1817), est le fondateur du Corps Guestphalia Heidelberg (de) (1818) et le Göttinger und Heidelberger Burschenschaft (1818). En 1817, il participa à la fête de la Wartbourg. Heckscher est immatriculé comme avocat à Hambourg le 10 novembre 1820. Au cours des années suivantes, il voyage dans les états italiens, en France, en Angleterre et en Russie et reste généralement près de deux ans dans chacun de ces pays Il travaille ensuite comme avocat à Hambourg jusqu'en 1853, rédigé plusieurs écrits politiques et juridiques et s'engage dans sa ville natale pour la création d'une université et en tant que président de l'assemblée des avocats.
En 1848, il participe au Pré-parlement, est délégué au comité des cinquante et représente la ville libre et hanséatique de Hambourg en tant que député au Parlement de Francfort du 18 mai 1848 au 30 mai 1849. Il y défend un type de monarchie constitutionnelle. Il veut un pouvoir central monarchique fort avec une représentation du peuple limitée au seul pouvoir législatif. En juillet 1848, il joue un rôle essentiel dans la création du pouvoir central provisoire et est entre autres le porte-parole de la députation de l'administrateur impérial. Le 15 juillet, Heckscher, qui appartient à la fraction Casino, est nommé premier ministre impérial de la Justice de l'autorité centrale provisoire sous le ministre-président Charles de Linange ; le 9 août, il prend également en charge le ministère impérial des Affaires étrangères. Après la démission de Linange à la suite du rejet du traité de Malmö le 5 septembre 1848, il part jusqu'à la fin de l'année en tant qu'ambassadeur du pouvoir central à Turin et à Naples. En décembre 1848, il quitte le groupe parlementaire du Casino et vote désormais avec le Pariser Hof, plus orientée vers le fédéralisme. Début 1849, il s'efforce à nouveau, en vain, de trouver une solution grande-allemande en tant que délégué de plusieurs comités. Après la dissolution du Parlement de Francfort, Heckscher retourne à Hambourg et continue à exercer son métier d'avocat.
De 1853 jusqu'à sa mort en 1865, il travaille comme envoyé hanséatique (de) et ministre de Hambourg résidant à Vienne.

## Divers
En 1836, Heckscher est l'un des fondateurs du club d'aviron de Hambourg (de) et à partir de 1840, il est également rédacteur en chef du Hamburger Nachrichten (de). En 1948, la Heckscherstrasse à Hambourg-Hoheluft-Ouest porte son nom.

## Portraits
- Johann Heinrich Wilhelm Tischbein, 1805, Les fils de Martin Anton Heckscher, situé au Metropolitan Museum of Art
- Isidor Popper (de), lithographie, format feuille. 39 × 29 cm, Berendsohn, Hambourg, [env. 1848], ( en ligne, Portrait Collection Hamburg State and University Library)
- Moritz Daniel Oppenheim, lithographie, format feuille. 39 × 30 cm, Jügel, Francfort a. M., [env. 1848], ( en ligne, Portrait Collection Hamburg State and University Library)
- Anonyme, lithographie à la craie, format feuille. 16,7 × 13,9 cm, [env. 1848], ( en ligne, Musée historique allemand, inventaire no. taille 62/41)
- Valentin Schertle (de), lithographie, 30,9 × 22,7 cm, Eduard Gustav May (de), Francfort, (sans date), Bibliothèque de l'Université de Heidelberg, inventaire no. Graphique. Coll. P_0804